# Gerret Willemsz. Heda

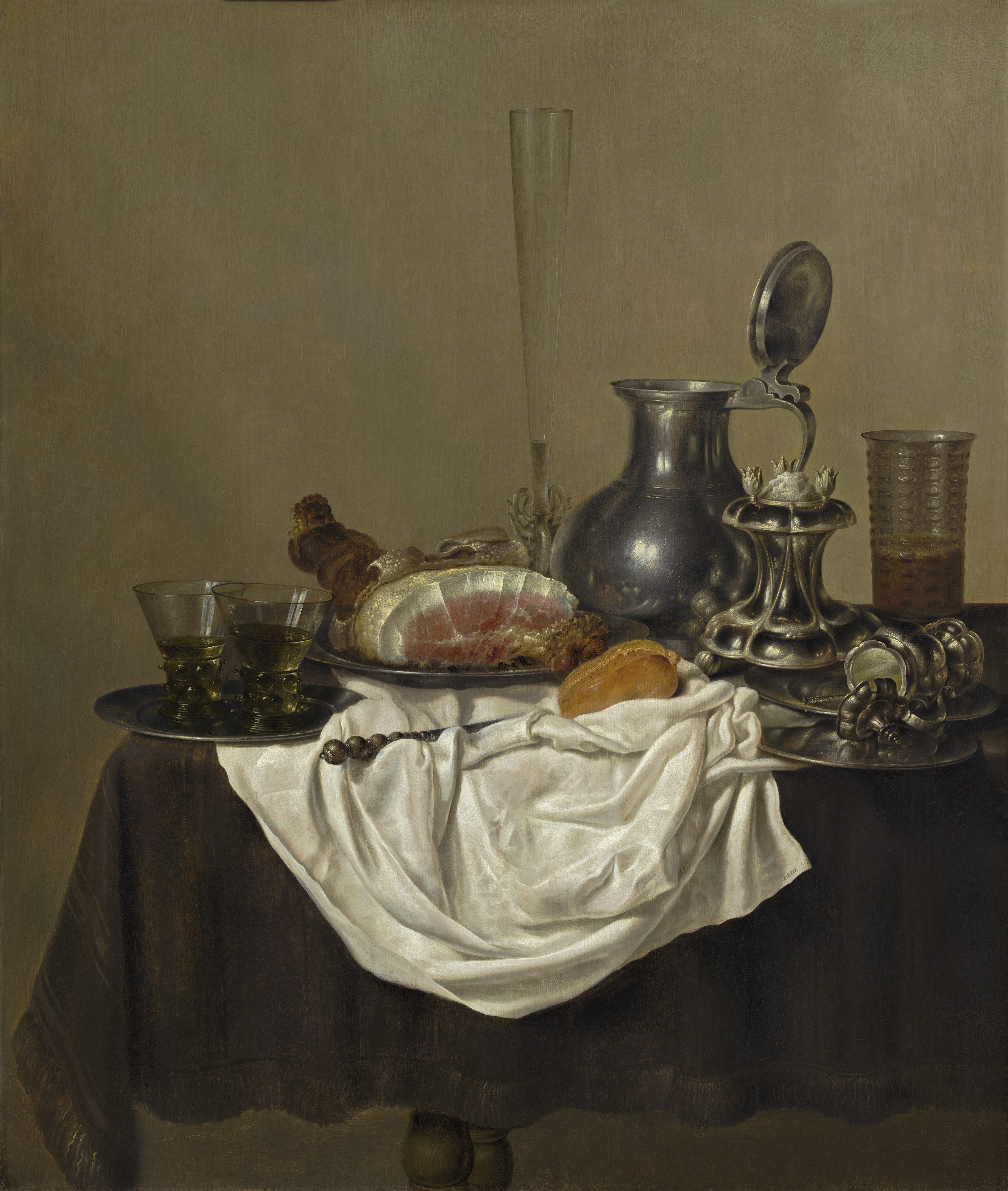
Stilleven met ham
National Gallery of Art, Washington D.C.

Gerret Willemsz. Heda (1620 à 1625 - 1647 à 1659) was een in Haarlem werkzame Nederlandse kunstschilder uit de Gouden Eeuw. 

## Leven en werk
Over het leven van Gerret Heda is zeer weinig bekend. Hij was een zoon van Willem Claesz. Heda, die ook zijn leermeester was. Beiden vervaardigden voornamelijk stillevens en het werk van Gerret (of Gerrit) lijkt sterk op dat van zijn vader, die geldt als een prominent vertegenwoordiger van de Haarlemse school. De stillevens bevatten vaak fruit of zijn zogenaamde 'ontbijtjes', soms met vanitas-elementen. Hij was in de jaren 1640 actief in Haarlem en is daar waarschijnlijk ook geboren en overleden. Er is een vermelding in een document van het Haarlemse Sint-Lucasgilde uit 1642 waarin Willem Heda aangeeft dat zijn zoon, samen met enkele anderen, tot zijn leerlingen behoort. Terugrekenend is aan te nemen dat Gerret dan vroeg in de jaren 1620 zal zijn geboren. 
Het RKD geeft een vermelding van de datum van zijn begrafenis, op 31 juli 1647. Andere bronnen noemen een latere datum. In 1658 wordt hij nog genoemd als actief lid van het Sint-Lucasgilde. In een testament van zijn ouders uit 1661 wordt hij echter niet meer vermeld. Een overzicht uit 1702 van voormalige leden van het gilde vermeldt dat hij is overleden.
In april 2022 werd bekend dat een stilleven dat vader Willem en zoon Gerret Heda samen vervaardigd hadden, was ontdekt in New South Wales (Australië). Het olieverfschilderij was vermoedelijk in de 19e eeuw in Australië terechtgekomen. Pas bij een in 2021 gestart restauratieproject werd de authenticiteit vastgesteld doordat de Heda's minuscule handtekeningen op het doek hadden geplaatst.

## Werk in openbare collecties (selectie)
- Rijksmuseum Amsterdam[3]